# Fired Up (jeu vidéo)
Pour les articles homonymes, voir Fired Up.
Fired Up est un jeu vidéo développé par London Studio et édité par Sony Computer Entertainment, de type action / course, sorti le 1er septembre 2005 uniquement en Europe.

## L'histoire du jeu
Dans un présent alternatif où des véhicules dopés à l'octane font régner la loi du plus gros canon, un petit groupe de résistants s'oppose à l'oppresseur.

## Les personnages
Il existe en tout cinq personnages ayant chacun un véhicule différent:
- Addo: Charger Osono
- Isabel: Buggy Armature
- Viktoria: Peacekeeper
- Erik: Paris-Dakar
- Tim: Barbarian